# 辻よしみ
辻 よしみ（つじ よしみ）は、日本の漫画家。主にファンタジーものを得意とする。
『キャプテン翼』（原作:高橋陽一）が流行していた頃より、同人作家として活動。1989年に『不思議の学園（くに）の住人達』（ムービック刊）でプロデビュー。1993年、徳間書店の季刊コミック誌・『Noel』（後に隔月刊コミック誌・『Chara』創刊と同時に移行）にて、『能瀬くんは大迷惑!!』、および続編の『Jr.編』が掲載され、代表作となる。

## 作品リスト

### オリジナル作品
- 不思議の学園（くに）の住人達（ムービック刊、全2巻）
- PASSENGER（ムービック刊、2巻）（未完）
- 能瀬くんは大迷惑!!（徳間書店刊、全5巻）
- 能瀬くんは大迷惑!!Jr.編（徳間書店刊、全5巻）
- まものなまもの（徳間書店刊 全1巻）

### 小説挿絵
- 女神様のお気の向くまま（集英社刊、前田珠子著）
- 飢影鳥（キナラ）の飛ぶ街（集英社刊、伊吹巡著）

## CD出演
- 『ここはグリーンウッド』（声優として、六条倫子役）（ビクター、VDR-1619）
- 『別冊ファンタスティックワールド～スペシャル･セレクション～』（声優として、六条倫子役）（ビクター、VICL-97）